# Očesce
Očesce (latinsko ocellus, množina ocelli) je tip čutilnega organa za vid, preprosta oblika očesa, ki jo sestavlja s prozorno tekočino napolnjena in pokrita očesna votlina. Pokrov in tekočina imata praviloma drugačen lomni količnik kot zunanjost, zato delujeta kot preprosta enosmerna leča, vendar pa je žarišče za ravnino mrežnice, zato ne more nastati ostra slika.
Evolucijsko predstavlja očesce modifikacijo najenostavnejše oblike strukture za zbiranje svetlobe brez posebnih optičnih elementov. Očesca imajo kopenski polži, nekateri kolobarniki, pajki in nekatere žuželke. Pri žuželkah pogosto predstavljajo sekundarno čutilo za vid (poleg sestavljenih očes), ki služi za orientacijo - zaznava lego obzorja ali smer polarizacije svetlobe. Strukture, ki jih označujemo z izrazom »očesce«, imajo pri različnih skupinah zelo različen embrionalni razvoj, kar dokazuje, da so se razvile neodvisno. Celo znotraj žuželk obstajata dva različna tipa očesc: dorzalno očesce, kakršna se nahajajo na vrhu glave odraslih osebkov, in lateralno (stransko) očesce ličink nekaterih skupin.